# Andreas Hadenius
Andreas Fredrik Hadenius, född 18 mars 1991, är en svensk fotbollsspelare som spelar för IF Sylvia.

## Karriär
Den 19 december 2013 skrev Hadenius på ett kontrakt med IFK Norrköping gällande ett års spel för klubben. I juli 2014 förlängde han sitt kontrakt med klubben ytterligare ett år.
Hadenius gjorde sin allsvenska debut den 19 oktober 2014 mot Gefle IF på bortaplan. IFK Norrköping låg i detta skede på nedflyttningsplats men lyckades vinna matchen med 2-1. Lovorden haglade över Hadenius efter matchen och många ansåg att han var matchens bästa spelare. Manager Janne Andersson kallade det den bästa debut han sett i sin fotbollskarriär. Hadenius fick även starta de två återstående matcherna när IFK Norrköping lyckades säkra nytt kontrakt. Den 30 juli 2015 förlängde han sitt kontrakt med klubben fram över säsongen 2017.
Inför säsongen 2018 skrev han ett treårskontrakt med Halmstads BK. I januari 2019 lånades Hadenius ut till skotska Dundee på ett låneavtal fram till 30 juni 2019. Han debuterade i Scottish Premiership den 2 februari 2019 i en 1–1-match mot Hamilton Academical.
I mars 2020 lånades Hadenius ut till IF Sylvia på ett låneavtal över säsongen 2020. Inför säsongen 2021 blev det en permanent övergång till Sylvia.